# وأنا أحبك بعد (مسلسل)
وأنا أحبك بعد مسلسل كويتي، من إخراج خالد جمال، وتأليف مريم الهاجري.

## الممثلون
هذه قائمة لبعض الممثلين المشاركين في المسلسل:
- فهد العبد المحسن
- بثينة الرئيسي بدور لورا
- حسين المهدي بدور خالد
- ميس كمر
- محمد الرمضان
- رونق
- غرور
- عيسى الحساوي
- محمد حيدر
- مبارك الشطي
- محمد أشكناني